# Battaglia di Schleiz
La battaglia di Schleiz si svolse il 9 ottobre 1806 a Schleiz, in Germania, tra una divisione prusso-sassone guidata da Bogislav Friedrich Emanuel von Tauentzien ed una parte del I corpo di Jean-Baptiste Jules Bernadotte comandata da Jean-Baptiste Drouet d'Erlon. Fu il primo scontro della guerra della quarta coalizione, parte delle guerre napoleoniche.
Quando la Grande Armata dell'imperatore Napoleone Bonaparte si diresse a nord attraversando la foresta di Frankenwald, incrociò l'ala destra degli eserciti del Regno di Prussia e del Principato Elettorale di Sassonia, schierati su un fronte lungo. Schleiz si trova 30 chilometri a nord di Hof e 145 chilometri a sudovest di Dresda.
All'inizio della battaglia, elementi della divisione di Drouet colpirono gli avamposti di Tauentzien. Quando Tauentzien conobbe la potenza delle forze francesi iniziò una ritirata tattica. Gioacchino Murat assunse il comando delle truppe ed iniziò un inseguimento aggressivo. Un battaglione prussiano posto ad ovest fu attaccato e subì gravi perdite. I prussiani ed i sassoni si ritirarono verso nord, raggiungendo Auma in serata.

## Contesto

### Politico
Durante la guerra della terza coalizione, re Federico Guglielmo III di Prussia firmò il 3 novembre 1805 l'accordo di Potsdam con lo zar Alessandro I di Russia. Federico Guglielmo promise di inviare un ambasciatore da Napoleone con l'offerta di una mediazione armata. Se l'imperatore francese si fosse rifiutato di liberare il Regno d'Olanda e la Svizzera, rinunciando anche alla corona del Regno d'Italia, i prussiani si sarebbero uniti all'Austria asburgica ed all'impero russo contro Napoleone.

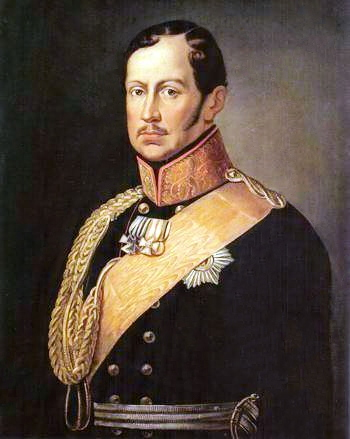
Re Federico Guglielmo III

Curiosamente, l'esercito prussiano si era mobilitato contro la Russia a settembre, quando lo zar chiese alla Prussia di unirsi alla terza coalizione. Irritata dalla violazione di Napoleone dei propri territori di Ansbach nel settembre 1805, la Prussia cercò un accordo con la Russia. Napoleone riuscì a tenere in stallo l'ambasciatore prussiano Christian von Haugwitz fino alla grande vittoria della battaglia di Austerlitz del 2 dicembre 1805. Poco dopo l'Austria chiese l'armistizio, e la Russia ritirò le proprie truppe sciogliendo definitivamente la terza coalizione.
Il 15 febbraio Napoleone convinse la Prussia a consegnare molti territori alla Francia ed ai suoi alleati in cambio di Hannover, che la Francia aveva in precedenza occupato. La Francia invase il Regno di Napoli l'8 febbraio 1806, e l'ultima resistenza della penisola italiana cadde il 23 luglio. Il 25 luglio Napoleone costituì la Confederazione del Reno, satellite francese in Germania. Di fronte a queste aggressioni francesi, la fazione pro-guerra della corte prussiana, capitanata dall'attraente regina Luisa, prese il sopravvento. Il pacifico Haugwitz fu dimissionato da primo ministro, ed il 7 agosto 1806 re Federico Guglielmo decise di dichiarare guerra a Napoleone.

### Militare

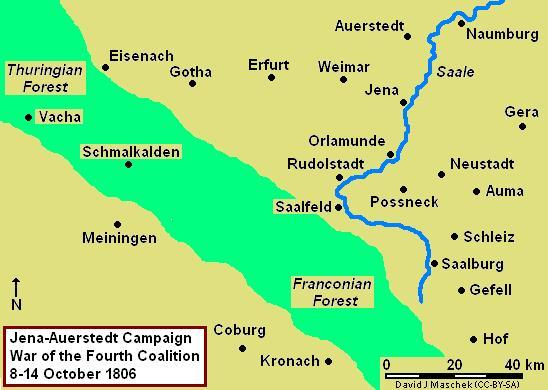
Mappa della campagna di Jena-Auerstedt, 8-14 ottobre 1806

La Prussia mobilitò 171 000 soldati, tra cui 35000 unità di cavalleria, 150000 artiglieri e 20 000 alleati Sassoni. Le truppe furono divise in tre eserciti. Il feldmaresciallo Carlo Guglielmo Ferdinando di Brunswick-Wolfenbüttel concentrò i propri soldati attorno a Lipsia e Naumburg al centro. L'ala sinistra, guidata dal generale di fanteria Federico Luigi di Hohenlohe-Ingelfingen, si riunì nei pressi di Dresda ed inglobò il contingente sassone. I generali Ernst von Rüchel e Gebhard Leberecht von Blücher raccolsero l'ala destra a Gottinga e Mühlhausen.

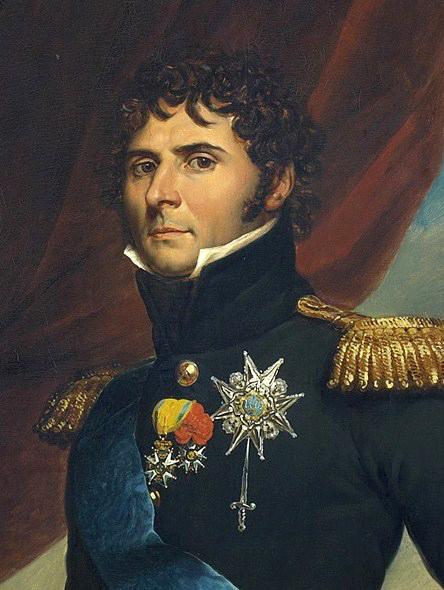
Il maresciallo Jean Bernadotte guida la colonna centrale

Napoleone fu informato dei preparativi prussiani per la guerra. Chiamò 50 000 coscritti della classe del 1806 il 5 settembre, e mise allerta le forze francesi in Germania. Quando seppe che i Prussiani avevano inglobato anche i Sassoni, ammassò rapidamente la Grande Armata con l'obiettivo di distruggere l'esercito prussiano. Il 5 ottobre Napoleone ordinò di far marciare la Grande Armata invadendo l'Elettorato di Sassonia. Il I corpo del maresciallo Bernadotte guidò la colonna centrale, seguita dal III corpo del maresciallo Louis Nicolas Davout, da buona parte della cavalleria di riserva di Murat e dalla guardia imperiale del maresciallo François Joseph Lefebvre. La colonna di destra era formata dal IV corpo del maresciallo Nicolas Jean-de-Dieu Soult in testa, seguito dal VI corpo del maresciallo Michel Ney e dalla retroguardia composta di bavaresi. La colonna sinistra conteneva il V corpo del maresciallo Jean Lannes ed il VII del maresciallo Pierre Augereau. Napoleone diresse la colonna destra verso Hof, la colonna centrale da Kronach a Schleiz e la colonna sinistra da Coburgo a Saalfeld.
Nella colonna di destra vi erano 59 131 soldati (nel IV corpo 30 956 fanti, 1 567 cavalieri e 48 cannoni, nel VI corpo 18 fanti, 1 094 cavalieri e 24 cannoni, e la divisione bavarese del tenente generale Carl Philipp von Wrede 6 000 fanti, 1 100 cavalieri e 18 cannoni). Nella colonna di sinistra vi erano 38 055 soldati (nel V corpo 19 389 fanti, 1 560 cavalieri e 28 cannoni, nel VII corpo 15 931 fanti, 1 175 cavalieri e 36 cannoni). La colonna centrale contava 75 637 uomini (nel I corpo 19 014 fanti, 1 580 cavalieri e 34 cannoni, nel III corpo 28 655 fanti, 1 538 cavalieri e 44 cannoni, nella guardia imperiale 4 900 fanti, 2 400 cavalieri e 36 cannoni, nella cavalleria di riserva 17 550 soldati e 30 cannoni). Oltre a tutti questi vi erano 9 000 artiglieri, zappatori ed altri.

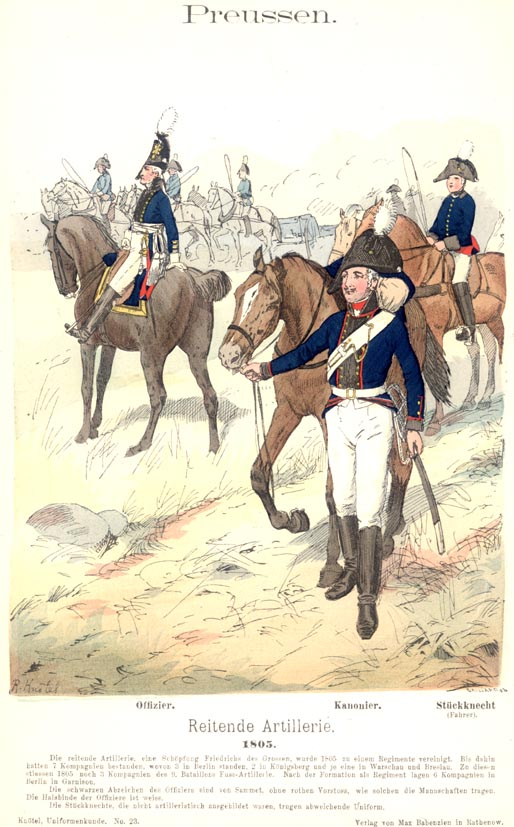
Artiglieria di cavalleria prussiana, 1805

L'alto comando prussiano tenne numerosi consigli di guerra, ma non decise la strategia prima che una ricognizione del 5 ottobre chiarì che Napoleone stava già spostandosi a nord da Bayreuth verso la Sassonia. Fu quindi deciso che Hohenlohe si sarebbe portato a Rudolstadt, Brunswick a Erfurt e Rüchel a Gotha. L'ala destra avrebbe attaccato le comunicazioni francesi a Fulda. Alla riserva del generale Eugenio Federico di Württemberg fu ordinato di andare da Magdeburgo a Halle.

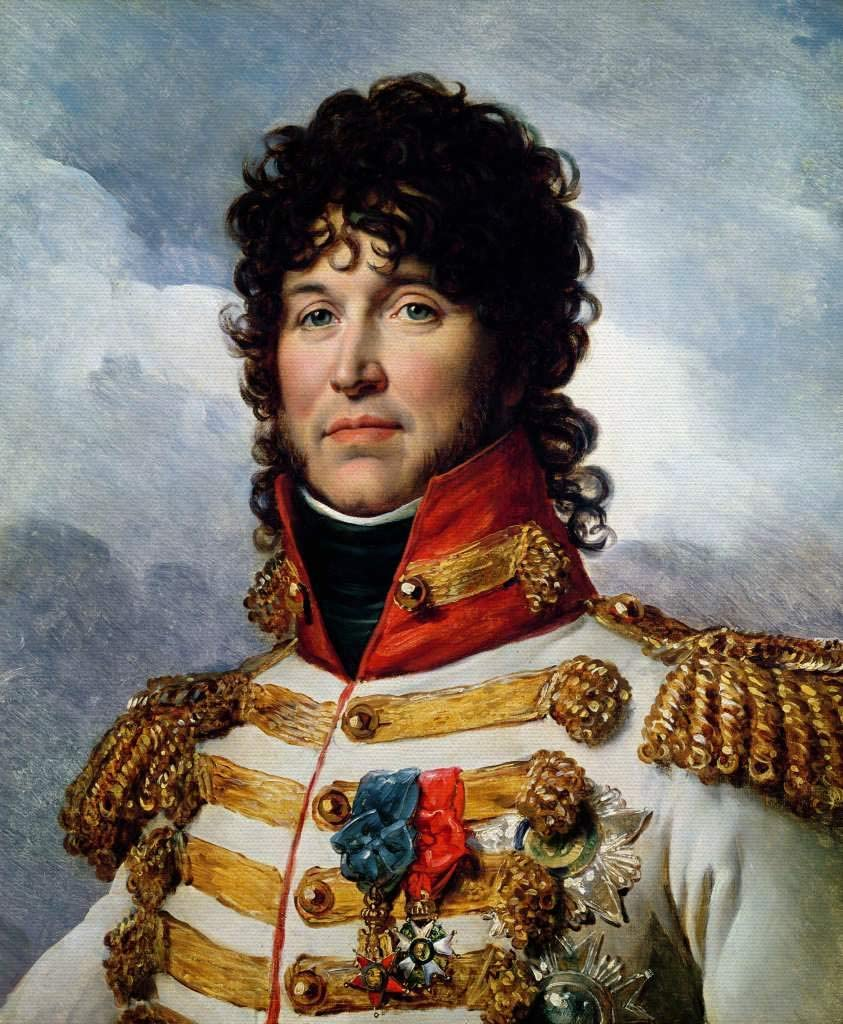
Il maresciallo Gioacchino Murat guida la cavalleria

Le foreste turingia e francona si estendevano a nordovest dalla Boemia. Quest'area era composta da montagne boscose di circa 750 metri d'altitudine. Nel 1806 vi erano poche strade in questo tratto. Napoleone scelse la rotta d'invasione nel punto in cui la fascia di terreno accidentato era più stretta, ovvero nella parte orientale della foresta francona. L'esercito francese attraversò il confine sassone l'8 ottobre, con davanti la cavalleria leggera. Napoleone non era sicuro di dove si trovasse l'esercito prusso-sassone, per cui il suo esercito fu disposto in batallion carré (quadrati di battaglioni), capace di difendersi dagli attacchi portati da qualsiasi direzione.
Murat guidò personalmente la cavalleria leggera posta di fronte al batallion carré. Ad est il generale di brigata Antoine Charles Louis de Lasalle si diresse verso Hof, mentre il generale Édouard Jean-Baptiste Milhaud controllò versò Saalfeld ad ovest. Napoleone ordinò al generale Pierre Watier di prendere uno dei suoi reggimenti e di avanzare il più possibile davanti al I corpo. L'obiettivo della cavalleria leggera era quello di scoprire la posizione del nemico e di mappare la rete stradale. L'8 la cavalleria di Murat conquistò il ponte di Saalburg-Ebersdorf. Una piccola forza difensiva fuggì ad est verso Gefell, dove fu raggiunta dal general maggiore Tauentzien la cui divisione stava ritirandosi da Hof a nord. Quella sera Tauentzien raccolse le proprie truppe a Schleiz.
Circa 9 000 Sassoni si trovavano ad Auma, 15 chilometri a nord-nordest di Schleiz, mentre il distaccamento prussiano dell'oberst Carl Andreas von Boguslawski era a 18 chilometri a nord-nordovest, a Neustadt an der Orla. Gli uomini del general maggiore Christian Ludwig Schimmelpfennig (600 cavalieri) erano 20 chilometri a nordovest a Pößneck. La divisione di Tauentzien era composta da 6 000 prussiani e 3 000 sassoni. Le tre divisioni di fanteria di Bernadotte erano guidate da Drouet, Pierre Dupont de l'Étang e Olivier Macoux Rivaud de la Raffinière, mentre la sua brigata di cavalleria da Jacques Louis François Delaistre de Tilly. Il generale di divisione Jean Baptiste Éblé comandava l'artiglieria di riserva.

## Battaglia

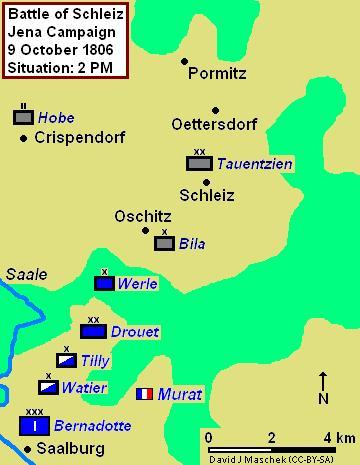
Battaglia di Schleiz, 9 ottobre 1806 alle ore 14:00

Il 9 ottobre si ebbe il primo scontro tra le truppe di Bernadotte e quelle di Tauentzien, nei pressi del bosco Oschitz situato a sud di Schleiz. Bernadotte ordinò al generale François Werlé di ripulire la foresta a destra per permettere l'avanzata di Drouet fino a Schleiz. La fanteria avanzava nel fitto bosco, mentre il reggimento di Watier seguiva da vicino. L'avanguardia di Werlé prese possesso del bosco, ma i prussiani di Rudolf Ernst Christoph von Bila gli impedirono di proseguire.

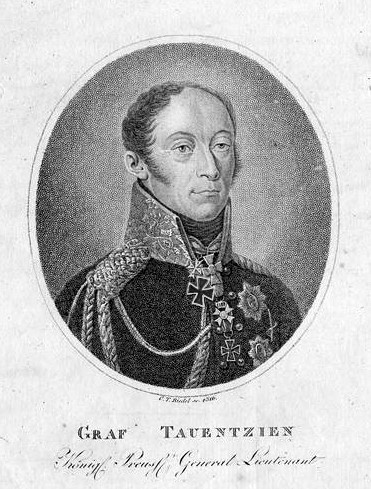
Bogislav Tauentzien

Alle 14:00 i francesi erano superiori, e Tauenzien decise di abbandonare Schleiz. La divisione prussiana fuggì a nord coperta dalla retroguardia di Bila composta da un battaglione di fanteria ed un reggimento e mezzo di cavalleria. Drouet attaccò Schleiz alle 16:00 scacciando gli ultimi prussiani. A nord della città, Murat caricò la retroguardia con il 4º reggimento Ussari, ma fu respinto dalla cavalleria prussiana. Rinforzato dal 5º reggimento chasseurs à cheval e dalla fanteria di supporto, Murat spinse gli uomini di Bila nel bosco posto a nord di Oettersdorf.
In precedenza Tauentzien aveva inviato un ufficiali di nome Hobe con un battaglione, uno squadrone e due cannoni a Crispendorf, circa 6 chilometri ad ovest di Schleiz. L'incarico di Hobe era quello di controllare il fianco destro e di mantenere vive le comunicazioni con la cavalleria di Schimmelpfennig a Pößneck. Quando Tauenzien iniziò a retrocedere, il distaccamento di Hobe si ritirò a nordest per ricongiungersi alla propria divisione. Nel bosco nei pressi di Pörmitz, un villaggio posto 4 chilometri a nord di Schleiz, il distaccamento si trovò chiuso tra la cavalleria di Murat ed uno dei battaglioni di Drouet. Attaccati in una foresta paludosa, gli uomini di Hobe furono massacrati e persero uno dei loro cannoni. Molti dei caduti della battaglia facevano parte dello sfortunato distaccamento di Hobe. Prussiani e sassoni persero 12 ufficiali e 554 graduati (caduti, feriti o dispersi) ed un cannone. Le perdite francesi sono sconosciute, ma furono probabilmente leggere.

## Risultato

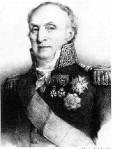
Jean Drouet

Tauentzien si ritirò ad Auma dove le sue truppe, stanche ed affamate, si accamparono alle 19:00. Dopo essersi riuniti alle truppe sassoni del general der kavallerie Hans Gottlob von Zeschwitz, il totale dei soldati ad Auma era di 16 400 unità. Quella sera i 3 000 uomini di Boguslawski si trovavano ancora a Neustadt, mentre i 600 cavalieri di Schimmelpfennig rimasero a Pößneck. La divisione da 8000 uomini guidata dal principe Luigi Ferdinando di Prussia mantenne il controllo su Saalfeld ad ovest. Hohenlohe aveva 8000 uomini ad Orlamünde, a sud di Jena.
Il resto dell'esercito prussiano si trovava ad ovest. Brunswick e l'esercito principale erano ad Erfurt. Rüchel si trovava ancora più ad ovest, nei pressi di Gotha, mentre Blücher rimase a Eisenach. Il generale Carlo Augusto di Sassonia-Weimar-Eisenach guidò 11 000 uomini con un'avanguardia a Smalcalda, ed un distaccamento del generale Christian Ludwig von Winning a Vacha. La riserva del duca Eugenio di Württemberg si pose a nord tra Magdeburgo e Halle.
Quando Hohenlohe seppe dello scontro di Schleiz, ordinò alle truppe della propria ala sinistra di portarsi a Rudolstadt ed a Jena prima di andare verso est a sostegno di Tauentzien e dei sassoni. Brunswick si rifiutò di obbedire, cosicché Hohenlohe sospese l'ordine. Nel frattempo Hohenlohe inviò un ordine vago a Luigi Ferdinando, che il principe fraintese pensando di dover difendere Saalfeld. La battaglia di Saalfeld si combatté il giorno seguente, contro l'ala sinistra di Lannes.

## Conclusioni
Lo storico Francis Loraine Petre fa notare che la Grande Armata di Napoleone era meglio organizzata, che godeva di una tattica migliore, e che egli aveva subordinati più giovani ed energici, oltre a godere di una superiorità numerica di circa il 20-25% del totale. I francesi furono comandati da marescialli capaci di gestire i dettagli organizzativi. Carenti di una divisione in corpi, i comandanti prussiani furono spesso obbligati ad emanare ordini molto dettagliati. L'esercito francese era guidato da un solo comandante che, da solo, prendeva le decisioni. Contro Napoleone, i capi dell'esercito prussiano, spesso più anziani, tennero frequenti concili di guerra nei quali «non decisero mai niente di definitivo». Nonostante Brunswick fosse nominalmente comandante in capo dell'esercito prussiano, i suoi ordini dovevano essere confermati da re Federico Guglielmo, mentre Hohenlohe e Rüchel erano quasi indipendenti da lui. La strategia di Napoleone era semplice, ma i generali prussiani furono obbligati a pianificare ogni eventualità, dispiegando le forze su un fronte troppo largo. La sera del 9 ottobre, tra il distaccamento di Winning ad ovest ed i sassoni di Zeschwitz ad est, l'esercito prusso-sassone copriva un fronte di 145 chilometri. Inoltre, la riserva era fuori portata trovandosi a Magdeburgo. Nel frattempo la potente batallion carré di Napoleone avanzò su un fronte di soli 60 chilometri.